# Ita Aber
Ita Aber, nacida el año 1932, es una artista textil estadounidense.
Sus papeles se conservan en los Archivos de Arte Americano.
Sus papeles familiares se conservan en la Universidad Yeshiva.

## Exposiciones
- 2001 "55 Year Retrospective Exhibition", Broome Street Gallery[4]·[5]
- 2007 Museo de la Universidad Yeshiva.[6]